# Joliotita
La joliotita és un mineral de la classe dels carbonats. Rep el seu nom dels físics francesos Jean Frédéric Joliot (1900-1958) i Irène Joliot-Curie (1897-1956).

## Característiques
La joliotita és un carbonat de fórmula química (UO₂)CO₃·nH₂O. Va ser aprovada com a espècie vàlida per l'Associació Mineralògica Internacional l'any 1974. Cristal·litza en el sistema ortoròmbic en forma de cristalls escamosos i aplanats en {100}, exhibint {100}, {010} i {011}; típicament en agregats esferulítics radials, d'aproximadament 0,1 mil·límetres.
Segons la classificació de Nickel-Strunz, la joliotita pertany a «05.EB - Uranil carbonats, amb proporció UO₂:CO₃ = 1:1» juntament amb els següents minerals: rutherfordina, blatonita i bijvoetita-(Y).

## Formació i jaciments
És un mineral secundari poc freqüent que es troba a les parts rovellades d'un dipòsit d'urani. Sol trobar-se associada a altres minerals com: bil·lietita, rutherfordina, studtita, barita i limonita. Va ser descoberta l'any 1974 al dipòsit d'urani de la vall de Krunkelbach, a Menzenschwand (Selva Negra, Baden-Württemberg, Alemanya). També ha estat descrita a Kirchheimer (dipòsit d'urani de Müllenbach, Baden-Baden) i a la pegmatita de Bjertnes (llac Krøderen, Noruega).